# سیبه هورمنز
سیبه هورمنز (انگلیسی: Siebe Horemans؛ زادهٔ ۲ ژوئن ۱۹۹۸) بازیکن فوتبال اهل بلژیک است که در حال حاضر برای باشگاه فوتبال اوترخت بازی می‌کند. 
از باشگاه‌هایی که در آن بازی کرده است می‌توان به باشگاه فوتبال خنت اشاره کرد.
وی همچنین در تیم‌های ملی فوتبال زیر ۱۶ سال بلژیک، زیر ۱۷ سال بلژیک و زیر ۱۸ سال بلژیک بازی کرده است.